# Нордајх (Дитмаршен)
Нордајх (њем. Norddeich) општина је у њемачкој савезној држави Шлезвиг-Холштајн. Једно је од 115 општинских средишта округа Дитмаршен. Према процјени из 2010. у општини је живјело 427 становника. Посједује регионалну шифру (AGS) 1051079, NUTS (DEF05) и LOCODE (DE NDD) код.

## Географски и демографски подаци
Нордајх се налази у савезној држави Шлезвиг-Холштајн у округу Дитмаршен. Општина се налази на надморској висини од 2 метра. Површина општине износи 6,9 km². У самом мјесту је, према процјени из 2010. године, живјело 427 становника. Просјечна густина становништва износи 62 становника/km².